# Olefine Moe
Olefine Louise Margarethe Moe, även Torsell, född den 18 mars 1850 i Bergen, död den 8 november 1933, var en norsk operasångare, skådespelare, operadirektör och sångpedagog, aktiv 1868–1908. 

## Biografi
Olefine Moe debuterade som skådespelare på Kristiania teater 1868. Norge hade ingen opera, men hennes sångtalang upptäcktes då hon fick spela med i de operor som uppfördes av italienska operasällskap i Kristiania. Hon fick sångundervisning av Henrik Meyer. Hon upptäcktes av Louise Michaëli i Kristiania 1871 och fick ett rekommendationsbrev: 1872 blev hon Fredrika Stenhammars elev i Stockholm och debuterade samma år som operasångare i Stockholm, där hon gjorde stor succé: hennes roll som Adéle i "Svarta dominon" blev årets kassako med trettio repriser under samma vinter. 1873–1881 kontrakterades hon vid Operan. Hon beskrivs som en större dramatisk talang än många operasångare, även om rösten inte var "stor". 1881–1882 var hon engagerad vid Mindre teatern. 1882–1886 drev hon tillsammans med Mathilda Lundström Tivoliteatern i Kristiania, Norges första fasta operascen. 1886 återvände hon till Sverige, där hon turnerade med kringresande teatersällskap. Hon gästspelade vid Operan i Stockholm 1891 och 1894 och vid Kristiania teater 1892 och gjorde sitt sista framträdande på scen 1896. Som konsertsångerska uppträdde hon sista gången 1908. Från 1891 var hon verksam som sångpedagog, i både Norge och Sverige, fram till åtminstone 1917: hon var från 1904 bosatt i Sverige.
Olefine Moe gifte sig 1877 med pianisten Oscar Torssell, men han dog redan 1880 och som änka kallades hon "fru Moe". Hennes döttrar Margit och Astrid Torsell var anställda vid Dramaten.

## Teater

### Roller
- 1878 – Carmen i Sverigepremiären av Carmen av Georges Bizet, Henri Meilhac och Ludovic Halévy, Kungliga Operan, Stockholm[1]
- 1889 – Carlo Broschi i Hälften var eller Hin ondes andel av Daniel Abuer och Eugène Scribe, Södra Teatern[2]
- 1889 – Prinsessan Greta i Kejsarens nya kläder av Charles Kjerulf, Svenska teatern, Stockholm[3]

### Fotnoter
1. 1 2  Diva portal: Olefine Moe (1850-1933), Sveriges första Carmen - en studie av en operasångerskas yrkesliv.
2. ↑  ”Teater och Musik”. Dagens Nyheter:  s. 2. 1 mars 1889. http://arkivet.dn.se/arkivet/tidning/1889-03-01/7354/2. Läst 29 juli 2015.
3. ↑  ”Teater och Musik”. Dagens Nyheter:  s. 3. 18 november 1889. http://arkivet.dn.se/arkivet/tidning/1889-11-18/7572a/3. Läst 29 juli 2015.